# 新・乃木坂スター誕生!
『新・乃木坂スター誕生!』（しん・のぎざかスターたんじょう!）は、2022年4月26日（25日深夜）から2023年2月7日（6日深夜）まで日本テレビで放送されていた乃木坂46のバラエティ番組である。

## 概要
乃木坂46の5期生が過去に4期生が挑戦した『乃木坂スター誕生!』で「昭和歌謡」「平成の名曲」のヒットソングに挑戦する番組。司会はお笑いコンビ・オズワルドが務め、当番組で初コラボとなる。5期生にとっては当番組が初めての単独レギュラー番組となる。4期生主演の後半シーズンに当たる『乃木坂スター誕生!2』と同様に、4期生以前の先輩メンバーも毎回若干名加わる。
放送終了後、未公開映像を併せて「新・乃木坂スター誕生! 5期生の挑戦」のタイトルでHuluで配信。
2023年2月7日（6日深夜）、番組のエンディングで、4月からの再スタートが発表された。同年4月11日、乃木坂46公式サイトにて同月25日（24日深夜）「超・乃木坂スター誕生!」としてタイトルを発表した。

## 出演者
司会 
- オズワルド（畠中悠・伊藤俊介）[2]

 出演 
- 乃木坂46
  - 5期生：五百城茉央、池田瑛紗、一ノ瀬美空、井上和、岡本姫奈、小川彩、奥田いろは、川﨑桜、菅原咲月、冨里奈央、中西アルノ[2]

- 先輩メンバー
  - 和田まあや、久保史緒里 - 第14回[6]
  - 金川紗耶 - 第14回[6]、第38回[7]、第39回[8]
  - 与田祐希 - 第15回[9]
  - 遠藤さくら - 第15回[9]、第38回[7]、第39回[8]
  - 弓木奈於 - 第15回[9]、第39回[8]
  - 林瑠奈 - 第24回[10]、第38回[7]、第39回[8]
  - 柴田柚菜 - 第28回[11]、第38回[7]、第39回[8]
  - 伊藤理々杏 - 第30回[12]
  - 中村麗乃 - 第33回[13]
  - 筒井あやめ - 第35回[14]、第38回[7]、第39回[8]
  - 賀喜遥香、北川悠理、黒見明香、清宮レイ、田村真佑、早川聖来、松尾美佑、矢久保美緒 - 第38回[7]、第39回[8]

 ゲスト 
- ゴスペラーズ - 第2回[15]
- 麻倉未稀 - 第3回[16]
- タケカワユキヒデ - 第4回[17]
- 井上あずみ - 第5回[18]
- 武田鉄矢 - 第6回[19]
- 相川七瀬 - 第7回[20]
- 堀内孝雄 - 第8回[21]
- 八代亜紀 - 第9回[22]
- 高橋ジョージ - 第10回[23]
- ばんばひろふみ - 第11回[24]
- 庄野真代 - 第12回[25]
- hitomi - 第13回[26]
- NANA、MINA、LINA（MAX） - 第16回[27]
- 渡瀬マキ - 第17回[28]
- 串田アキラ - 第18回[29]
- 後藤真希 - 第19回[30]
- 澤田知可子 - 第20回[31]
- 杉山清貴 - 第21回[32]
- chay - 第22回[33]
- YU-KI  - 第23回[34]
- 知念里奈  - 第25回[35]
- サンプラザ中野くん、パッパラー河合（爆風スランプ） - 第26回[36]
- May J. - 第27回[37]
- 千秋 - 第29回[38]
- 立川俊之（大事MANブラザーズバンド）- 第31回[39]
- 中西圭三 - 第32回[40]
- 辛島美登里 - 第34回[41]
- 久宝留理子 - 第36回[42]
- 鶴久政治 - 第37回[43]
- ぺこぱ（シュウペイ・松陰寺太勇） - 第38回[7]、第39回[8]

## 放送日程

### 2022年
| 回 | 放送日   | 放送内容 | 曲                                                                             | 歌唱                                                                   | 備考     |
| -- | -------- | --- | ------------------------------------------------------------------------------ | ---------------------------------------------------------------------- | -------- |
| 1  | 04月26日 | 超フレッシュな5期生が登場! ▽井上「Story」▽奥田&池田「OverDrive」▽全員で「小さな恋のうた」                                                                                            | JUDY AND MARY『Over Drive』                                                    | 池田瑛紗、奥田いろは                                                   | [ 注 2 ] |
| 1  | 04月26日 | 超フレッシュな5期生が登場! ▽井上「Story」▽奥田&池田「OverDrive」▽全員で「小さな恋のうた」                                                                                            | AI『Story』                                                                    | 井上和                                                                 | [ 注 2 ] |
| 1  | 04月26日 | 超フレッシュな5期生が登場! ▽井上「Story」▽奥田&池田「OverDrive」▽全員で「小さな恋のうた」                                                                                            | MONGOL800『小さな恋のうた』                                                    | 5期生全員                                                              | [ 注 2 ] |
| 2  | 05月03日 | 井上&奥田がゴスペラーズとアカペラ初挑戦! ▽小川&菅原&冨里「気まぐれロマンティック」▽五百城「糸」                                                                                      | いきものがかり『気まぐれロマンティック』                                       | 小川彩、菅原咲月、冨里奈央                                             | [ 注 2 ] |
| 2  | 05月03日 | 井上&奥田がゴスペラーズとアカペラ初挑戦! ▽小川&菅原&冨里「気まぐれロマンティック」▽五百城「糸」                                                                                      | 中島みゆき『糸』                                                               | 五百城茉央                                                             | [ 注 2 ] |
| 2  | 05月03日 | 井上&奥田がゴスペラーズとアカペラ初挑戦! ▽小川&菅原&冨里「気まぐれロマンティック」▽五百城「糸」                                                                                      | ゴスペラーズ『ひとり』                                                         | 井上和、ゴスペラーズ                                                   | [ 注 2 ] |
| 2  | 05月03日 | 井上&奥田がゴスペラーズとアカペラ初挑戦! ▽小川&菅原&冨里「気まぐれロマンティック」▽五百城「糸」                                                                                      | 荒井由実『やさしさに包まれたなら』                                             | 奥田いろは、ゴスペラーズ                                               | [ 注 2 ] |
| 3  | 05月10日 | 麻倉未稀と菅原が熱唱!「ヒーロー」▽奥田「M」▽一ノ瀬&川﨑&池田「微笑がえし」▽小川「時をかける少女」                                                                                    | キャンディーズ『微笑がえし』                                                   | 池田瑛紗、一ノ瀬美空、川﨑桜                                           | [ 注 2 ] |
| 3  | 05月10日 | 麻倉未稀と菅原が熱唱!「ヒーロー」▽奥田「M」▽一ノ瀬&川﨑&池田「微笑がえし」▽小川「時をかける少女」                                                                                    | 原田知世『時をかける少女』                                                     | 小川彩                                                                 | [ 注 2 ] |
| 3  | 05月10日 | 麻倉未稀と菅原が熱唱!「ヒーロー」▽奥田「M」▽一ノ瀬&川﨑&池田「微笑がえし」▽小川「時をかける少女」                                                                                    | 麻倉未稀『ヒーロー HOLDING OUT FOR A HERO』                                    | 菅原咲月、麻倉未稀                                                     | [ 注 2 ] |
| 3  | 05月10日 | 麻倉未稀と菅原が熱唱!「ヒーロー」▽奥田「M」▽一ノ瀬&川﨑&池田「微笑がえし」▽小川「時をかける少女」                                                                                    | プリンセス プリンセス『M』                                                     | 奥田いろは、麻倉未稀                                                   | [ 注 2 ] |
| 4  | 05月17日 | タケカワユキヒデと池田がゴダイゴ「銀河鉄道999」▽五百城「ビューティフルネーム」▽菅原「あなたに会えてよかった」▽一ノ瀬&小川&奥田「SMILY」                                              | 大塚愛『SMILY』                                                                | 一ノ瀬美空、小川彩、奥田いろは                                         | [ 注 2 ] |
| 4  | 05月17日 | タケカワユキヒデと池田がゴダイゴ「銀河鉄道999」▽五百城「ビューティフルネーム」▽菅原「あなたに会えてよかった」▽一ノ瀬&小川&奥田「SMILY」                                              | 小泉今日子『あなたに会えてよかった』                                           | 菅原咲月                                                               | [ 注 2 ] |
| 4  | 05月17日 | タケカワユキヒデと池田がゴダイゴ「銀河鉄道999」▽五百城「ビューティフルネーム」▽菅原「あなたに会えてよかった」▽一ノ瀬&小川&奥田「SMILY」                                              | ゴダイゴ『銀河鉄道999』                                                        | 池田瑛紗、畠中悠、タケカワユキヒデ                                     | [ 注 2 ] |
| 4  | 05月17日 | タケカワユキヒデと池田がゴダイゴ「銀河鉄道999」▽五百城「ビューティフルネーム」▽菅原「あなたに会えてよかった」▽一ノ瀬&小川&奥田「SMILY」                                              | ゴダイゴ『ビューティフル・ネーム』                                             | 五百城茉央、タケカワユキヒデ                                           | [ 注 2 ] |
| 5  | 05月24日 | ジブリ名曲SP! 小川が井上あずみご本人と「となりのトトロ」▽一ノ瀬&奥田&川﨑「さんぽ」▽池田「ルージュの伝言」▽井上「風の谷のナオシカ」▽菅原&冨里「崖の上のポニョ」▽五百城「ひこうき雲」 | 荒井由実『ルージュの伝言』                                                     | 池田瑛紗                                                               | [ 注 2 ] |
| 5  | 05月24日 | ジブリ名曲SP! 小川が井上あずみご本人と「となりのトトロ」▽一ノ瀬&奥田&川﨑「さんぽ」▽池田「ルージュの伝言」▽井上「風の谷のナオシカ」▽菅原&冨里「崖の上のポニョ」▽五百城「ひこうき雲」 | 藤岡藤巻と大橋のぞみ『崖の上のポニョ』                                         | 菅原咲月、冨里奈央                                                     | [ 注 2 ] |
| 5  | 05月24日 | ジブリ名曲SP! 小川が井上あずみご本人と「となりのトトロ」▽一ノ瀬&奥田&川﨑「さんぽ」▽池田「ルージュの伝言」▽井上「風の谷のナオシカ」▽菅原&冨里「崖の上のポニョ」▽五百城「ひこうき雲」 | 荒井由実『ひこうき雲』                                                         | 五百城茉央                                                             | [ 注 2 ] |
| 5  | 05月24日 | ジブリ名曲SP! 小川が井上あずみご本人と「となりのトトロ」▽一ノ瀬&奥田&川﨑「さんぽ」▽池田「ルージュの伝言」▽井上「風の谷のナオシカ」▽菅原&冨里「崖の上のポニョ」▽五百城「ひこうき雲」 | 安田成美『風の谷のナウシカ』                                                   | 井上和                                                                 | [ 注 2 ] |
| 5  | 05月24日 | ジブリ名曲SP! 小川が井上あずみご本人と「となりのトトロ」▽一ノ瀬&奥田&川﨑「さんぽ」▽池田「ルージュの伝言」▽井上「風の谷のナオシカ」▽菅原&冨里「崖の上のポニョ」▽五百城「ひこうき雲」 | 井上あずみ『となりのトトロ』                                                   | 小川彩、井上あずみ                                                     | [ 注 2 ] |
| 5  | 05月24日 | ジブリ名曲SP! 小川が井上あずみご本人と「となりのトトロ」▽一ノ瀬&奥田&川﨑「さんぽ」▽池田「ルージュの伝言」▽井上「風の谷のナオシカ」▽菅原&冨里「崖の上のポニョ」▽五百城「ひこうき雲」 | 井上あずみ『さんぽ』                                                           | 一ノ瀬美空、奥田いろは、川﨑桜、井上あずみ                             | [ 注 2 ] |
| 6  | 05月31日 | 武田鉄矢と奥田&菅原「贈る言葉」▽中西「First Love」▽五百城「あの素晴らしいをもう一度」▽一ノ瀬&井上&岡本&小川「Ride on time」                                                          | 宇多田ヒカル『First Love』                                                     | 中西アルノ                                                             |          |
| 6  | 05月31日 | 武田鉄矢と奥田&菅原「贈る言葉」▽中西「First Love」▽五百城「あの素晴らしいをもう一度」▽一ノ瀬&井上&岡本&小川「Ride on time」                                                          | MAX『Ride on time』                                                            | 一ノ瀬美空、井上和、岡本姫奈、小川彩                                   |          |
| 6  | 05月31日 | 武田鉄矢と奥田&菅原「贈る言葉」▽中西「First Love」▽五百城「あの素晴らしいをもう一度」▽一ノ瀬&井上&岡本&小川「Ride on time」                                                          | 海援隊『贈る言葉』                                                             | 奥田いろは、菅原咲月、武田鉄矢                                         |          |
| 6  | 05月31日 | 武田鉄矢と奥田&菅原「贈る言葉」▽中西「First Love」▽五百城「あの素晴らしいをもう一度」▽一ノ瀬&井上&岡本&小川「Ride on time」                                                          | 加藤和彦と北山修『あの素晴しい愛をもう一度』                                   | 五百城茉央、武田鉄矢                                                   |          |
| 7  | 06月07日 | 相川七瀬と井上「恋心」▽中西は「六本木心中」▽五百城&岡本「愛のうた」奥田&川﨑&冨里「明日も」                                                                                          | SHISHAMO『明日も』                                                             | 奥田いろは、川﨑桜、冨里奈央                                           |          |
| 7  | 06月07日 | 相川七瀬と井上「恋心」▽中西は「六本木心中」▽五百城&岡本「愛のうた」奥田&川﨑&冨里「明日も」                                                                                          | 倖田來未『愛のうた』                                                           | 五百城茉央、岡本姫奈                                                   |          |
| 7  | 06月07日 | 相川七瀬と井上「恋心」▽中西は「六本木心中」▽五百城&岡本「愛のうた」奥田&川﨑&冨里「明日も」                                                                                          | 相川七瀬『恋心』                                                               | 井上和、相川七瀬                                                       |          |
| 7  | 06月07日 | 相川七瀬と井上「恋心」▽中西は「六本木心中」▽五百城&岡本「愛のうた」奥田&川﨑&冨里「明日も」                                                                                          | アン・ルイス『六本木心中』                                                     | 中西アルノ、相川七瀬                                                   |          |
| 8  | 06月14日 | アリス堀内孝雄と奥田が「遠くで汽笛を聞きながら」▽池田&菅原「君のひとみは10000ボルト」▽小川「出逢った頃のように」▽一ノ瀬&岡本&冨里「以心電信」                                        | Every Little Thing『出逢った頃のように』                                       | 小川彩                                                                 |          |
| 8  | 06月14日 | アリス堀内孝雄と奥田が「遠くで汽笛を聞きながら」▽池田&菅原「君のひとみは10000ボルト」▽小川「出逢った頃のように」▽一ノ瀬&岡本&冨里「以心電信」                                        | ORANGE RANGE『以心電信』                                                       | 一ノ瀬美空、岡本姫奈、冨里奈央                                         |          |
| 8  | 06月14日 | アリス堀内孝雄と奥田が「遠くで汽笛を聞きながら」▽池田&菅原「君のひとみは10000ボルト」▽小川「出逢った頃のように」▽一ノ瀬&岡本&冨里「以心電信」                                        | 堀内孝雄『君のひとみは10000ボルト』                                            | 池田瑛紗、菅原咲月、堀内孝雄                                           |          |
| 8  | 06月14日 | アリス堀内孝雄と奥田が「遠くで汽笛を聞きながら」▽池田&菅原「君のひとみは10000ボルト」▽小川「出逢った頃のように」▽一ノ瀬&岡本&冨里「以心電信」                                        | アリス『遠くで汽笛を聞きながら』                                               | 奥田いろは、堀内孝雄                                                   |          |
| 9  | 06月21日 | 八代亜紀と池田が「雨の慕情」▽菅原は「喝采」▽小川「出逢った頃のように」▽一ノ瀬&川﨑「これが私の生きる道」                                                                             | 工藤静香『Blue Velvet』                                                        | 井上和、小川彩、奥田いろは                                             |          |
| 9  | 06月21日 | 八代亜紀と池田が「雨の慕情」▽菅原は「喝采」▽小川「出逢った頃のように」▽一ノ瀬&川﨑「これが私の生きる道」                                                                             | PUFFY『これが私の生きる道』                                                    | 一ノ瀬美空、川﨑桜                                                     |          |
| 9  | 06月21日 | 八代亜紀と池田が「雨の慕情」▽菅原は「喝采」▽小川「出逢った頃のように」▽一ノ瀬&川﨑「これが私の生きる道」                                                                             | 八代亜紀『雨の慕情』                                                           | 池田瑛紗、八代亜紀                                                     |          |
| 9  | 06月21日 | 八代亜紀と池田が「雨の慕情」▽菅原は「喝采」▽小川「出逢った頃のように」▽一ノ瀬&川﨑「これが私の生きる道」                                                                             | ちあきなおみ『喝采』                                                           | 菅原咲月、八代亜紀                                                     |          |
| 10 | 06月28日 | 高橋ジョージと奥田&五百城が「ロード」▽冨里は「ありがとう」▽一ノ瀬&小川&川﨑「TRAIN-TRAIN」                                                                                           | THE BLUE HEARTS『TRAIN-TRAIN』                                                 | 一ノ瀬美空、小川彩、川﨑桜                                             | [ 注 4 ] |
| 10 | 06月28日 | 高橋ジョージと奥田&五百城が「ロード」▽冨里は「ありがとう」▽一ノ瀬&小川&川﨑「TRAIN-TRAIN」                                                                                           | いきものがかり『ありがとう』                                                   | 冨里奈央                                                               | [ 注 4 ] |
| 10 | 06月28日 | 高橋ジョージと奥田&五百城が「ロード」▽冨里は「ありがとう」▽一ノ瀬&小川&川﨑「TRAIN-TRAIN」                                                                                           | THE 虎舞竜『ロード』                                                           | 五百城茉央、奥田いろは、高橋ジョージ                                   | [ 注 4 ] |
| 10 | 06月28日 | 高橋ジョージと奥田&五百城が「ロード」▽冨里は「ありがとう」▽一ノ瀬&小川&川﨑「TRAIN-TRAIN」                                                                                           | キャロル『ファンキー・モンキー・ベイビー』                                     | 池田瑛紗、井上和、岡本姫奈、高橋ジョージ                               | [ 注 4 ] |
| 11 | 07月05日 | ばんばひろふみと小川が「『いちご白書』をもう一度」▽岡本&奥田&菅原「岬めぐり」▽中西「ここでキスして。」▽五百城&冨里「愛が止まらない 〜Turn it into love〜」                           | 椎名林檎『ここでキスして。』                                                   | 中西アルノ                                                             |          |
| 11 | 07月05日 | ばんばひろふみと小川が「『いちご白書』をもう一度」▽岡本&奥田&菅原「岬めぐり」▽中西「ここでキスして。」▽五百城&冨里「愛が止まらない 〜Turn it into love〜」                           | Wink『愛が止まらない 〜Turn it into love〜』                                   | 五百城茉央、冨里奈央                                                   |          |
| 11 | 07月05日 | ばんばひろふみと小川が「『いちご白書』をもう一度」▽岡本&奥田&菅原「岬めぐり」▽中西「ここでキスして。」▽五百城&冨里「愛が止まらない 〜Turn it into love〜」                           | バンバン『『いちご白書』をもう一度』                                           | 小川彩、ばんばひろふみ                                                 |          |
| 11 | 07月05日 | ばんばひろふみと小川が「『いちご白書』をもう一度」▽岡本&奥田&菅原「岬めぐり」▽中西「ここでキスして。」▽五百城&冨里「愛が止まらない 〜Turn it into love〜」                           | 山本コウタローとウィークエンド『岬めぐり』                                     | 岡本姫奈、奥田いろは、菅原咲月、畠中悠、ばんばひろふみ                 |          |
| 12 | 07月12日 | 庄野真代が井上と「飛んでインスタンブール」▽五百城は「夏の終わりのハーモニー」▽中西「瞳をとじて」▽一ノ瀬&奥田「夏色」                                                                 | ゆず『夏色』                                                                   | 一ノ瀬美空、奥田いろは                                                 |          |
| 12 | 07月12日 | 庄野真代が井上と「飛んでインスタンブール」▽五百城は「夏の終わりのハーモニー」▽中西「瞳をとじて」▽一ノ瀬&奥田「夏色」                                                                 | 平井堅『瞳をとじて』                                                           | 中西アルノ                                                             |          |
| 12 | 07月12日 | 庄野真代が井上と「飛んでインスタンブール」▽五百城は「夏の終わりのハーモニー」▽中西「瞳をとじて」▽一ノ瀬&奥田「夏色」                                                                 | 庄野真代『飛んでイスタンブール』                                               | 池田瑛紗、井上和、庄野真代                                             |          |
| 12 | 07月12日 | 庄野真代が井上と「飛んでインスタンブール」▽五百城は「夏の終わりのハーモニー」▽中西「瞳をとじて」▽一ノ瀬&奥田「夏色」                                                                 | 井上陽水・安全地帯『夏の終りのハーモニー』                                     | 五百城茉央、庄野真代                                                   |          |
| 13 | 07月19日 | hitomiが一ノ瀬&小川と「LOVE2000」▽菅原「卒業」▽川﨑「赤いスイートピー」▽池田&井上&冨里&中西「Sunny Day sunday」                                                                      | センチメンタル・バス『Sunny Day Sunday』                                       | 池田瑛紗、井上和、中西アルノ、冨里奈央                                 |          |
| 13 | 07月19日 | hitomiが一ノ瀬&小川と「LOVE2000」▽菅原「卒業」▽川﨑「赤いスイートピー」▽池田&井上&冨里&中西「Sunny Day sunday」                                                                      | 松田聖子『赤いスイートピー』                                                   | 川﨑桜                                                                 |          |
| 13 | 07月19日 | hitomiが一ノ瀬&小川と「LOVE2000」▽菅原「卒業」▽川﨑「赤いスイートピー」▽池田&井上&冨里&中西「Sunny Day sunday」                                                                      | hitomi『LOVE 2000』                                                            | 一ノ瀬美空、小川彩、hitomi                                             |          |
| 13 | 07月19日 | hitomiが一ノ瀬&小川と「LOVE2000」▽菅原「卒業」▽川﨑「赤いスイートピー」▽池田&井上&冨里&中西「Sunny Day sunday」                                                                      | 尾崎豊『卒業』                                                                 | 菅原咲月、hitomi                                                       |          |
| 14 | 07月26日 | 先輩メンバー登場!金川&菅原「LOVE LOVE LOVE」▽和田「ミュージック・アワー」▽久保&小川「ただ、ありがとう」▽全員で「ロックンロール県庁所在地」                                           | DREAMS COME TRUE『LOVE LOVE LOVE』                                             | 金川紗耶、菅原咲月                                                     | [ 注 5 ] |
| 14 | 07月26日 | 先輩メンバー登場!金川&菅原「LOVE LOVE LOVE」▽和田「ミュージック・アワー」▽久保&小川「ただ、ありがとう」▽全員で「ロックンロール県庁所在地」                                           | ポルノグラフィティ『ミュージック・アワー』                                     | 和田まあや、岡本姫奈、川﨑桜                                           | [ 注 5 ] |
| 14 | 07月26日 | 先輩メンバー登場!金川&菅原「LOVE LOVE LOVE」▽和田「ミュージック・アワー」▽久保&小川「ただ、ありがとう」▽全員で「ロックンロール県庁所在地」                                           | MONKEY MAJIK『ただ、ありがとう』                                               | 久保史緒里、小川彩                                                     | [ 注 5 ] |
| 14 | 07月26日 | 先輩メンバー登場!金川&菅原「LOVE LOVE LOVE」▽和田「ミュージック・アワー」▽久保&小川「ただ、ありがとう」▽全員で「ロックンロール県庁所在地」                                           | 森高千里『ロックンロール県庁所在地』                                           | 出演者全員                                                             | [ 注 5 ] |
| 15 | 08月02日 | 先輩メンバー与田&遠藤&弓木が登場!▽弓木&池田&井上「Butterfly」▽与田&一ノ瀬&奥田「Good-bye days」▽遠藤&五百城「ボクノート」▽全員で「ロぼくらが旅に出る理由」                           | 倖田來未『Butterfly』                                                          | 弓木奈於、池田瑛紗、井上和                                             | [ 注 6 ] |
| 15 | 08月02日 | 先輩メンバー与田&遠藤&弓木が登場!▽弓木&池田&井上「Butterfly」▽与田&一ノ瀬&奥田「Good-bye days」▽遠藤&五百城「ボクノート」▽全員で「ロぼくらが旅に出る理由」                           | YUI for 雨音薫『Good-bye days』                                                | 与田祐希、一ノ瀬美空、奥田いろは                                       | [ 注 6 ] |
| 15 | 08月02日 | 先輩メンバー与田&遠藤&弓木が登場!▽弓木&池田&井上「Butterfly」▽与田&一ノ瀬&奥田「Good-bye days」▽遠藤&五百城「ボクノート」▽全員で「ロぼくらが旅に出る理由」                           | スキマスイッチ『ボクノート』                                                   | 遠藤さくら、五百城茉央                                                 | [ 注 6 ] |
| 15 | 08月02日 | 先輩メンバー与田&遠藤&弓木が登場!▽弓木&池田&井上「Butterfly」▽与田&一ノ瀬&奥田「Good-bye days」▽遠藤&五百城「ボクノート」▽全員で「ロぼくらが旅に出る理由」                           | 小沢健二『ぼくらが旅に出る理由』                                               | 出演者全員                                                             | [ 注 6 ] |
| 16 | 08月09日 | MAXと井上&一ノ瀬&岡本&小川が「Give me a shake」 ▽中西「六本木純情派」 ▽奥田「純愛ラプソディ」 ▽五百城&菅原&冨里「シーズン・イン・ザ・サン」                                          | TUBE『シーズン・イン・ザ・サン』                                               | 五百城茉央、菅原咲月、冨里奈央                                         |          |
| 16 | 08月09日 | MAXと井上&一ノ瀬&岡本&小川が「Give me a shake」 ▽中西「六本木純情派」 ▽奥田「純愛ラプソディ」 ▽五百城&菅原&冨里「シーズン・イン・ザ・サン」                                          | 竹内まりや『純愛ラプソディ』                                                   | 奥田いろは                                                             |          |
| 16 | 08月09日 | MAXと井上&一ノ瀬&岡本&小川が「Give me a shake」 ▽中西「六本木純情派」 ▽奥田「純愛ラプソディ」 ▽五百城&菅原&冨里「シーズン・イン・ザ・サン」                                          | MAX『Give me a Shake』                                                         | 一ノ瀬美空、井上和、岡本姫奈、小川彩、MAX                              |          |
| 16 | 08月09日 | MAXと井上&一ノ瀬&岡本&小川が「Give me a shake」 ▽中西「六本木純情派」 ▽奥田「純愛ラプソディ」 ▽五百城&菅原&冨里「シーズン・イン・ザ・サン」                                          | 荻野目洋子『六本木純情派』                                                     | 中西アルノ、MAX                                                        |          |
| 17 | 08月16日 | 渡瀬マキと五百城&一ノ瀬&岡本&奥田&中西が「BELIEVE IN LOVE」・「今すぐ Kiss Me」 ▽池田&小川&川﨑&冨里「め組のひと」 ▽井上&菅原「恋のバカンス」 ▽全員「カルメン'77」                   | ラッツ&スター『め組のひと』                                                    | 池田瑛紗、小川彩、川﨑桜、冨里奈央                                     |          |
| 17 | 08月16日 | 渡瀬マキと五百城&一ノ瀬&岡本&奥田&中西が「BELIEVE IN LOVE」・「今すぐ Kiss Me」 ▽池田&小川&川﨑&冨里「め組のひと」 ▽井上&菅原「恋のバカンス」 ▽全員「カルメン'77」                   | ザ・ピーナッツ『恋のバカンス』                                                 | 井上和、菅原咲月                                                       |          |
| 17 | 08月16日 | 渡瀬マキと五百城&一ノ瀬&岡本&奥田&中西が「BELIEVE IN LOVE」・「今すぐ Kiss Me」 ▽池田&小川&川﨑&冨里「め組のひと」 ▽井上&菅原「恋のバカンス」 ▽全員「カルメン'77」                   | LINDBERG『BELIEVE IN LOVE』                                                    | 五百城茉央、一ノ瀬美空、岡本姫奈、奥田いろは、中西アルノ、渡瀬マキ     |          |
| 17 | 08月16日 | 渡瀬マキと五百城&一ノ瀬&岡本&奥田&中西が「BELIEVE IN LOVE」・「今すぐ Kiss Me」 ▽池田&小川&川﨑&冨里「め組のひと」 ▽井上&菅原「恋のバカンス」 ▽全員「カルメン'77」                   | LINDBERG『今すぐKiss Me』                                                      | 五百城茉央、一ノ瀬美空、岡本姫奈、奥田いろは、中西アルノ、渡瀬マキ     |          |
| 17 | 08月16日 | 渡瀬マキと五百城&一ノ瀬&岡本&奥田&中西が「BELIEVE IN LOVE」・「今すぐ Kiss Me」 ▽池田&小川&川﨑&冨里「め組のひと」 ▽井上&菅原「恋のバカンス」 ▽全員「カルメン'77」                   | ピンク・レディー『カルメン'77』                                                | 5期生全員、渡瀬マキ                                                    |          |
| 18 | 08月23日 | アニメソングSP! 串田アキラと井上和が「お願いマッスル」 ▽池田&一ノ瀬&中西「ハレ晴レユカイ」 ▽岡本&小川&奥田&川﨑&冨里「ふわふわ時間」 ▽五百城&菅原「コネクト」                        | 放課後ティータイム『ふわふわ時間』                                             | 岡本姫奈、小川彩、奥田いろは、川﨑桜、冨里奈央                         |          |
| 18 | 08月23日 | アニメソングSP! 串田アキラと井上和が「お願いマッスル」 ▽池田&一ノ瀬&中西「ハレ晴レユカイ」 ▽岡本&小川&奥田&川﨑&冨里「ふわふわ時間」 ▽五百城&菅原「コネクト」                        | 馬渡松子『微笑みの爆弾』                                                       | 井上和                                                                 |          |
| 18 | 08月23日 | アニメソングSP! 串田アキラと井上和が「お願いマッスル」 ▽池田&一ノ瀬&中西「ハレ晴レユカイ」 ▽岡本&小川&奥田&川﨑&冨里「ふわふわ時間」 ▽五百城&菅原「コネクト」                        | ClariS『コネクト』                                                             | 五百城茉央、菅原咲月                                                   |          |
| 18 | 08月23日 | アニメソングSP! 串田アキラと井上和が「お願いマッスル」 ▽池田&一ノ瀬&中西「ハレ晴レユカイ」 ▽岡本&小川&奥田&川﨑&冨里「ふわふわ時間」 ▽五百城&菅原「コネクト」                        | 平野綾、茅原実里、後藤邑子『ハレ晴レユカイ』                                   | 池田瑛紗、一ノ瀬美空、中西アルノ                                       |          |
| 18 | 08月23日 | アニメソングSP! 串田アキラと井上和が「お願いマッスル」 ▽池田&一ノ瀬&中西「ハレ晴レユカイ」 ▽岡本&小川&奥田&川﨑&冨里「ふわふわ時間」 ▽五百城&菅原「コネクト」                        | 串田アキラ『キン肉マンGo Fight!』                                              | 5期生全員、串田アキラ                                                  |          |
| 18 | 08月23日 | アニメソングSP! 串田アキラと井上和が「お願いマッスル」 ▽池田&一ノ瀬&中西「ハレ晴レユカイ」 ▽岡本&小川&奥田&川﨑&冨里「ふわふわ時間」 ▽五百城&菅原「コネクト」                        | 紗倉ひびき（CV：ファイルーズあい）、街雄鳴造（CV：石川界人）『お願いマッスル』 | 井上和、串田アキラ                                                     |          |
| 19 | 08月30日 | 後藤真希と奥田&冨里&小川&川﨑「Mr.Moonlight 〜愛のビックバンド〜」 ▽後藤&岡本&菅原「BABY!恋にKNOCK OUT!」 ▽後藤&五百城「ズルい女」 ▽池田&井上&一ノ瀬「初恋サイダー」                 | Buono!『初恋サイダー』                                                         | 池田瑛紗、一ノ瀬美空、井上和                                           |          |
| 19 | 08月30日 | 後藤真希と奥田&冨里&小川&川﨑「Mr.Moonlight 〜愛のビックバンド〜」 ▽後藤&岡本&菅原「BABY!恋にKNOCK OUT!」 ▽後藤&五百城「ズルい女」 ▽池田&井上&一ノ瀬「初恋サイダー」                 | モーニング娘。『Mr.Moonlight〜愛のビッグバンド〜』                             | 小川彩、奥田いろは、川﨑桜、冨里奈央、後藤真希                         |          |
| 19 | 08月30日 | 後藤真希と奥田&冨里&小川&川﨑「Mr.Moonlight 〜愛のビックバンド〜」 ▽後藤&岡本&菅原「BABY!恋にKNOCK OUT!」 ▽後藤&五百城「ズルい女」 ▽池田&井上&一ノ瀬「初恋サイダー」                 | プッチモニ『BABY! 恋にKNOCK OUT!』                                             | 岡本姫奈、菅原咲月、後藤真希                                           |          |
| 19 | 08月30日 | 後藤真希と奥田&冨里&小川&川﨑「Mr.Moonlight 〜愛のビックバンド〜」 ▽後藤&岡本&菅原「BABY!恋にKNOCK OUT!」 ▽後藤&五百城「ズルい女」 ▽池田&井上&一ノ瀬「初恋サイダー」                 | シャ乱Q『ズルい女』                                                            | 五百城茉央、中西アルノ、後藤真希                                       |          |
| 20 | 09月06日 | 澤田知可子と中西が「会いたい」 ▽五百城「少年時代」 ▽井上「飾りじゃないよ涙は」 ▽岡本&川﨑&菅原&冨里「波乗りジョニー」                                                                | 桑田佳祐『波乗りジョニー』                                                     | 岡本姫奈、菅原咲月、川﨑桜、冨里奈央                                   |          |
| 20 | 09月06日 | 澤田知可子と中西が「会いたい」 ▽五百城「少年時代」 ▽井上「飾りじゃないよ涙は」 ▽岡本&川﨑&菅原&冨里「波乗りジョニー」                                                                | 中森明菜『飾りじゃないのよ涙は』                                               | 井上和                                                                 |          |
| 20 | 09月06日 | 澤田知可子と中西が「会いたい」 ▽五百城「少年時代」 ▽井上「飾りじゃないよ涙は」 ▽岡本&川﨑&菅原&冨里「波乗りジョニー」                                                                | 沢田知可子『会いたい』                                                         | 中西アルノ、澤田知可子                                                 |          |
| 20 | 09月06日 | 澤田知可子と中西が「会いたい」 ▽五百城「少年時代」 ▽井上「飾りじゃないよ涙は」 ▽岡本&川﨑&菅原&冨里「波乗りジョニー」                                                                | 井上陽水『少年時代』                                                           | 五百城茉央、澤田知可子                                                 |          |
| 21 | 09月13日 | 杉山清貴! 中西と「さよならのオーシャン」&小川と「真夜中のドア」 五百城&井上「secret base 〜君がくれたもの〜」                                                                        | ZONE『secret base 〜君がくれたもの〜』                                         | 井上和、五百城茉央                                                     |          |
| 21 | 09月13日 | 杉山清貴! 中西と「さよならのオーシャン」&小川と「真夜中のドア」 五百城&井上「secret base 〜君がくれたもの〜」                                                                        | 杉山清貴『さよならのオーシャン』                                               | 中西アルノ、杉山清貴                                                   |          |
| 21 | 09月13日 | 杉山清貴! 中西と「さよならのオーシャン」&小川と「真夜中のドア」 五百城&井上「secret base 〜君がくれたもの〜」                                                                        | 松原みき『真夜中のドア〜Stay With Me』                                         | 小川彩、杉山清貴                                                       |          |
| 22 | 09月20日 | chayが小川&奥田と「あなたに恋をしてみました」▽池田&川﨑と「キッスは目にして!」▽一ノ瀬「プラネタリウム」 ▽五百城&井上&冨里&中西「風になりたい」                                       | 大塚愛『プラネタリウム』                                                       | 一ノ瀬美空                                                             |          |
| 22 | 09月20日 | chayが小川&奥田と「あなたに恋をしてみました」▽池田&川﨑と「キッスは目にして!」▽一ノ瀬「プラネタリウム」 ▽五百城&井上&冨里&中西「風になりたい」                                       | chay『あなたに恋をしてみました』                                               | 小川彩、奥田いろは、chay                                               |          |
| 22 | 09月20日 | chayが小川&奥田と「あなたに恋をしてみました」▽池田&川﨑と「キッスは目にして!」▽一ノ瀬「プラネタリウム」 ▽五百城&井上&冨里&中西「風になりたい」                                       | ザ・ヴィーナス『キッスは目にして!』                                            | 池田瑛紗、川﨑桜、chay                                                 |          |
| 22 | 09月20日 | chayが小川&奥田と「あなたに恋をしてみました」▽池田&川﨑と「キッスは目にして!」▽一ノ瀬「プラネタリウム」 ▽五百城&井上&冨里&中西「風になりたい」                                       | THE BOOM『風になりたい』                                                       | 井上和、五百城茉央、冨里奈央 、中西アルノ、畠中悠                      |          |
| 23 | 09月27日 | YU-KI登場! 一ノ瀬&小川&菅原と「masquerade」「EZ DO DANCE」▽井上&中西「My Revolution」 ▽五百城&奥田「青いベンチ」                                                                     | サスケ『青いベンチ』                                                           | 五百城茉央、奥田いろは                                                 |          |
| 23 | 09月27日 | YU-KI登場! 一ノ瀬&小川&菅原と「masquerade」「EZ DO DANCE」▽井上&中西「My Revolution」 ▽五百城&奥田「青いベンチ」                                                                     | trf『EZ DO DANCE』                                                             | 一ノ瀬美空、小川彩、菅原咲月、YU-KI                                    |          |
| 23 | 09月27日 | YU-KI登場! 一ノ瀬&小川&菅原と「masquerade」「EZ DO DANCE」▽井上&中西「My Revolution」 ▽五百城&奥田「青いベンチ」                                                                     | trf『masquerade』                                                              | 一ノ瀬美空、小川彩、菅原咲月、YU-KI                                    |          |
| 23 | 09月27日 | YU-KI登場! 一ノ瀬&小川&菅原と「masquerade」「EZ DO DANCE」▽井上&中西「My Revolution」 ▽五百城&奥田「青いベンチ」                                                                     | 渡辺美里『My Revolution』                                                      | 井上和、中西アルノ、YU-KI                                              |          |
| 24 | 10月04日 | リクエストソングSP! 4期生・林が初登場! 池田&小川と「そばかす」▽菅原「慟哭」 ▽一ノ瀬&川﨑&中西「SWEET 19 BKUWS」 ▽全員で「君に幸あれ」                                                | 工藤静香『慟哭』                                                               | 菅原咲月                                                               |          |
| 24 | 10月04日 | リクエストソングSP! 4期生・林が初登場! 池田&小川と「そばかす」▽菅原「慟哭」 ▽一ノ瀬&川﨑&中西「SWEET 19 BKUWS」 ▽全員で「君に幸あれ」                                                | 安室奈美恵『SWEET 19 BLUES』                                                   | 一ノ瀬美空、川﨑桜 、中西アルノ                                        |          |
| 24 | 10月04日 | リクエストソングSP! 4期生・林が初登場! 池田&小川と「そばかす」▽菅原「慟哭」 ▽一ノ瀬&川﨑&中西「SWEET 19 BKUWS」 ▽全員で「君に幸あれ」                                                | JUDY AND MARY『そばかす』                                                      | 林瑠奈、池田瑛紗、小川彩                                               |          |
| 24 | 10月04日 | リクエストソングSP! 4期生・林が初登場! 池田&小川と「そばかす」▽菅原「慟哭」 ▽一ノ瀬&川﨑&中西「SWEET 19 BKUWS」 ▽全員で「君に幸あれ」                                                | タオルズ『君に幸あれ』                                                         | 出演者全員                                                             |          |
| 25 | 10月11日 | 中西テレビ初披露!「I LOVE YOU」▽知念里奈登場!小川と「Wing」▽五百城&井上「LOVE BRACE」 ▽岡本&奥田&冨里「若者のすべて」                                                                | フジファブリック『若者のすべて』                                               | 岡本姫奈、奥田いろは、冨里奈央                                         |          |
| 25 | 10月11日 | 中西テレビ初披露!「I LOVE YOU」▽知念里奈登場!小川と「Wing」▽五百城&井上「LOVE BRACE」 ▽岡本&奥田&冨里「若者のすべて」                                                                | 尾崎豊『I LOVE YOU』                                                           | 中西アルノ                                                             |          |
| 25 | 10月11日 | 中西テレビ初披露!「I LOVE YOU」▽知念里奈登場!小川と「Wing」▽五百城&井上「LOVE BRACE」 ▽岡本&奥田&冨里「若者のすべて」                                                                | 知念里奈『Wing』                                                               | 小川彩、知念里奈                                                       |          |
| 25 | 10月11日 | 中西テレビ初披露!「I LOVE YOU」▽知念里奈登場!小川と「Wing」▽五百城&井上「LOVE BRACE」 ▽岡本&奥田&冨里「若者のすべて」                                                                | 華原朋美『LOVE BRACE』                                                         | 井上和、五百城茉央、知念里奈                                           |          |
| 26 | 10月18日 | 爆風スランプのサンプラザ中野くん&パッパラー河合登場! 中西と「スローバラード」▽岡本&池田「リゾ・ラバ」▽奥田「点猫の唄」                                                               | Mrs. GREEN APPLE『点描の唄（feat.井上苑子）』                                  | 奥田いろは                                                             |          |
| 26 | 10月18日 | 爆風スランプのサンプラザ中野くん&パッパラー河合登場! 中西と「スローバラード」▽岡本&池田「リゾ・ラバ」▽奥田「点猫の唄」                                                               | 爆風スランプ『リゾ・ラバ -Resort Lovers-』                                     | 池田瑛紗、岡本姫奈、サンプラザ中野くん、パッパラー河合                 |          |
| 26 | 10月18日 | 爆風スランプのサンプラザ中野くん&パッパラー河合登場! 中西と「スローバラード」▽岡本&池田「リゾ・ラバ」▽奥田「点猫の唄」                                                               | RCサクセション『スローバラード』                                               | 中西アルノ、サンプラザ中野くん、パッパラー河合                         |          |
| 27 | 10月25日 | May J.登場! 井上と「RIDE ON TIME」▽一ノ瀬&五百城&小川「Garden」▽岡本「世界中の誰よりきっと」▽一ノ瀬&奥田「全力少女」                                                                 | スキマスイッチ『全力少年』                                                     | 一ノ瀬美空、奥田いろは                                                 |          |
| 27 | 10月25日 | May J.登場! 井上と「RIDE ON TIME」▽一ノ瀬&五百城&小川「Garden」▽岡本「世界中の誰よりきっと」▽一ノ瀬&奥田「全力少女」                                                                 | 中山美穂&WANDS『世界中の誰よりきっと』                                         | 岡本姫奈                                                               |          |
| 27 | 10月25日 | May J.登場! 井上と「RIDE ON TIME」▽一ノ瀬&五百城&小川「Garden」▽岡本「世界中の誰よりきっと」▽一ノ瀬&奥田「全力少女」                                                                 | 山下達郎『RIDE ON TIME』                                                       | 井上和、May J.                                                         |          |
| 27 | 10月25日 | May J.登場! 井上と「RIDE ON TIME」▽一ノ瀬&五百城&小川「Garden」▽岡本「世界中の誰よりきっと」▽一ノ瀬&奥田「全力少女」                                                                 | Sugar Soul『Garden』                                                           | 一ノ瀬美空、五百城茉央、小川彩、May J.                                 |          |
| 28 | 11月01日 | コスプレでハロウィーンSP! 4期生柴田柚菜と一ノ瀬が「うれしい! 楽しい! 大好き!」▽井上「残酷な天使のテーゼ」▽奥田&小川&中西&冨里「One Night Carnival」▽全員で「ガッツだぜ!」            | 氣志團『One Night Carnival』                                                   | 小川彩、奥田いろは 、冨里奈央、中西アルノ                              |          |
| 28 | 11月01日 | コスプレでハロウィーンSP! 4期生柴田柚菜と一ノ瀬が「うれしい! 楽しい! 大好き!」▽井上「残酷な天使のテーゼ」▽奥田&小川&中西&冨里「One Night Carnival」▽全員で「ガッツだぜ!」            | 高橋洋子『残酷な天使のテーゼ』                                                 | 井上和                                                                 |          |
| 28 | 11月01日 | コスプレでハロウィーンSP! 4期生柴田柚菜と一ノ瀬が「うれしい! 楽しい! 大好き!」▽井上「残酷な天使のテーゼ」▽奥田&小川&中西&冨里「One Night Carnival」▽全員で「ガッツだぜ!」            | DREAMS COME TRUE『うれしい!たのしい!大好き!』                                  | 柴田柚菜、一ノ瀬美空                                                   |          |
| 28 | 11月01日 | コスプレでハロウィーンSP! 4期生柴田柚菜と一ノ瀬が「うれしい! 楽しい! 大好き!」▽井上「残酷な天使のテーゼ」▽奥田&小川&中西&冨里「One Night Carnival」▽全員で「ガッツだぜ!」            | ウルフルズ『ガッツだぜ!』                                                      | 出演者全員                                                             |          |
| 29 | 11月08日 | 千秋登場! 小川&菅原が「YELLOW YELLOW HAPPY」▽井上「ロマンスの神様」▽池田が&愉快な仲間達「タイムマシンにおねがい」                                                                    | サディスティック・ミカ・バンド『タイムマシンにおねがい』                       | 池田瑛紗と愉快な仲間達                                                 |          |
| 29 | 11月08日 | 千秋登場! 小川&菅原が「YELLOW YELLOW HAPPY」▽井上「ロマンスの神様」▽池田が&愉快な仲間達「タイムマシンにおねがい」                                                                    | ポケットビスケッツ『YELLOW YELLOW HAPPY』                                      | 小川彩、菅原咲月、千秋                                                 |          |
| 29 | 11月08日 | 千秋登場! 小川&菅原が「YELLOW YELLOW HAPPY」▽井上「ロマンスの神様」▽池田が&愉快な仲間達「タイムマシンにおねがい」                                                                    | 広瀬香美『ロマンスの神様』                                                     | 井上和、千秋                                                           |          |
| 30 | 11月15日 | 秋の名曲SP! 3期生・伊藤理々杏と五百城が「ミックスナイツ」▽中西&奥田「秋桜」▽小川「風立ちぬ」 ▽全員でいきものがかり「茜色の約束」                                                     | 松田聖子『風立ちぬ』                                                           | 小川彩                                                                 |          |
| 30 | 11月15日 | 秋の名曲SP! 3期生・伊藤理々杏と五百城が「ミックスナイツ」▽中西&奥田「秋桜」▽小川「風立ちぬ」 ▽全員でいきものがかり「茜色の約束」                                                     | 山口百恵『秋桜』                                                               | 奥田いろは、中西アルノ                                                 |          |
| 30 | 11月15日 | 秋の名曲SP! 3期生・伊藤理々杏と五百城が「ミックスナイツ」▽中西&奥田「秋桜」▽小川「風立ちぬ」 ▽全員でいきものがかり「茜色の約束」                                                     | Official髭男dism『ミックスナッツ』                                             | 伊藤理々杏、五百城茉央                                                 |          |
| 30 | 11月15日 | 秋の名曲SP! 3期生・伊藤理々杏と五百城が「ミックスナイツ」▽中西&奥田「秋桜」▽小川「風立ちぬ」 ▽全員でいきものがかり「茜色の約束」                                                     | いきものがかり『茜色の約束』                                                   | 全員                                                                   |          |
| 31 | 11月22日 | 大事MANブラザーズ立川俊之と「それが大事」▽奥田と冨里「そして僕は途方に暮れる」▽五百城&小川YOASOBI「夜に駆ける」 ▽井上「1986年のマリリン」                                            | YOASOBI『夜に駆ける』                                                          | 五百城茉央、小川彩                                                     |          |
| 31 | 11月22日 | 大事MANブラザーズ立川俊之と「それが大事」▽奥田と冨里「そして僕は途方に暮れる」▽五百城&小川YOASOBI「夜に駆ける」 ▽井上「1986年のマリリン」                                            | 本田美奈子『1986年のマリリン』                                                 | 井上和                                                                 |          |
| 31 | 11月22日 | 大事MANブラザーズ立川俊之と「それが大事」▽奥田と冨里「そして僕は途方に暮れる」▽五百城&小川YOASOBI「夜に駆ける」 ▽井上「1986年のマリリン」                                            | 大事MANブラザーズバンド『それが大事』                                          | 池田瑛紗、一ノ瀬美空、岡本姫奈、川﨑桜、菅原咲月、中西アルノ、立川俊之 |          |
| 31 | 11月22日 | 大事MANブラザーズ立川俊之と「それが大事」▽奥田と冨里「そして僕は途方に暮れる」▽五百城&小川YOASOBI「夜に駆ける」 ▽井上「1986年のマリリン」                                            | 大澤誉志幸『そして僕は途方に暮れる』                                           | 奥田いろは、冨里奈央、立川俊之                                         |          |
| 32 | 11月29日 | 中西圭三と「眠れぬ想い」&「生まれ来る子供たちのために」▽五百城&奥田「オズ畠中オリジナルソング」弾き語り初披露! ▽川﨑「BE TOGETHER」                                                  | 鈴木あみ『BE TOGETHER』                                                        | 川﨑桜                                                                 |          |
| 32 | 11月29日 | 中西圭三と「眠れぬ想い」&「生まれ来る子供たちのために」▽五百城&奥田「オズ畠中オリジナルソング」弾き語り初披露! ▽川﨑「BE TOGETHER」                                                  | 中西圭三『眠れぬ想い』                                                         | 井上和、中西圭三                                                       |          |
| 32 | 11月29日 | 中西圭三と「眠れぬ想い」&「生まれ来る子供たちのために」▽五百城&奥田「オズ畠中オリジナルソング」弾き語り初披露! ▽川﨑「BE TOGETHER」                                                  | オフコース『生まれ来る子供たちのために』                                       | 五百城茉央、中西圭三                                                   |          |
| 33 | 12月6日  | 冬ソングSP! 3期生・中村麗乃と全員で「ゲレンデがとけるほど恋した」▽池田「Snow halation」 ▽一ノ瀬&川﨑「サーフ天国、スキー天国」 ▽冨里「雪にかいたLOVE LETTER」                        | 広瀬香美『ゲレンデがとけるほど恋したい』                                       | 出演者全員                                                             |          |
| 33 | 12月6日  | 冬ソングSP! 3期生・中村麗乃と全員で「ゲレンデがとけるほど恋した」▽池田「Snow halation」 ▽一ノ瀬&川﨑「サーフ天国、スキー天国」 ▽冨里「雪にかいたLOVE LETTER」                        | 松任谷由実『サーフ天国、スキー天国』                                           | 一ノ瀬美空、川﨑桜                                                     |          |
| 33 | 12月6日  | 冬ソングSP! 3期生・中村麗乃と全員で「ゲレンデがとけるほど恋した」▽池田「Snow halation」 ▽一ノ瀬&川﨑「サーフ天国、スキー天国」 ▽冨里「雪にかいたLOVE LETTER」                        | 菊池桃子『雪にかいたLOVE LETTER』                                              | 冨里奈央                                                               |          |
| 33 | 12月6日  | 冬ソングSP! 3期生・中村麗乃と全員で「ゲレンデがとけるほど恋した」▽池田「Snow halation」 ▽一ノ瀬&川﨑「サーフ天国、スキー天国」 ▽冨里「雪にかいたLOVE LETTER」                        | μ's『Snow halation』                                                           | 中村麗乃、池田瑛紗                                                     |          |
| 34 | 12月13日 | 辛島美登里! 小川と「サイレント・イヴ」▽冨里「キャンディ」 ▽奥田がギター弾き語り「いつか」 ▽幼小期（秘）写真公開②                                                                     | Saucy Dog『いつか』                                                            | 奥田いろは                                                             |          |
| 34 | 12月13日 | 辛島美登里! 小川と「サイレント・イヴ」▽冨里「キャンディ」 ▽奥田がギター弾き語り「いつか」 ▽幼小期（秘）写真公開②                                                                     | 辛島美登里『サイレント・イヴ』                                                 | 小川彩、辛島美登里                                                     |          |
| 34 | 12月13日 | 辛島美登里! 小川と「サイレント・イヴ」▽冨里「キャンディ」 ▽奥田がギター弾き語り「いつか」 ▽幼小期（秘）写真公開②                                                                     | 原田真二『キャンディ』                                                         | 冨里奈央、辛島美登里                                                   |          |
| 35 | 12月20日 | クリスマスソングSP!4期生・筒井登場! 小川と「遠い街のどこかで…」 ▽井上&川﨑「すてきなホリデイ」 ▽全員で「パピネス」▽メドレー「あわてん坊のサンタクロース」&「サンタが町にやってくる」 | 『あわてん坊のサンタクロース』                                                 | 出演者全員                                                             |          |
| 35 | 12月20日 | クリスマスソングSP!4期生・筒井登場! 小川と「遠い街のどこかで…」 ▽井上&川﨑「すてきなホリデイ」 ▽全員で「パピネス」▽メドレー「あわてん坊のサンタクロース」&「サンタが町にやってくる」 | 『サンタが町にやってくる』                                                     | 出演者全員                                                             |          |
| 35 | 12月20日 | クリスマスソングSP!4期生・筒井登場! 小川と「遠い街のどこかで…」 ▽井上&川﨑「すてきなホリデイ」 ▽全員で「パピネス」▽メドレー「あわてん坊のサンタクロース」&「サンタが町にやってくる」 | 竹内まりや『すてきなホリディ』                                                 | 井上和、川﨑桜                                                         |          |
| 35 | 12月20日 | クリスマスソングSP!4期生・筒井登場! 小川と「遠い街のどこかで…」 ▽井上&川﨑「すてきなホリデイ」 ▽全員で「パピネス」▽メドレー「あわてん坊のサンタクロース」&「サンタが町にやってくる」 | 中山美穂『遠い街のどこかで…』                                                  | 筒井あやめ、小川彩                                                     |          |
| 35 | 12月20日 | クリスマスソングSP!4期生・筒井登場! 小川と「遠い街のどこかで…」 ▽井上&川﨑「すてきなホリデイ」 ▽全員で「パピネス」▽メドレー「あわてん坊のサンタクロース」&「サンタが町にやってくる」 | AI『ハピネス』                                                                 | 出演者全員                                                             |          |

### 2023年
| 回 | 放送日   | 放送内容 | 曲                                           | 歌唱                                                           | 備考 |
| -- | -------- | --- | -------------------------------------------- | -------------------------------------------------------------- | ---- |
| 36 | 01月10日 | 久宝留理子登場! 菅原&中西と「男」 ▽井上「WOMAN」▽五百城&冨里「魔法のコトバ」▽一ノ瀬&小川「冬のうた」 ▽池田&中西の前撮り（秘）振袖写真公開!                         | スピッツ『魔法のコトバ』                     | 五百城茉央、 冨里奈央                                          |      |
| 36 | 01月10日 | 久宝留理子登場! 菅原&中西と「男」 ▽井上「WOMAN」▽五百城&冨里「魔法のコトバ」▽一ノ瀬&小川「冬のうた」 ▽池田&中西の前撮り（秘）振袖写真公開!                         | Kiroro『冬のうた』                           | 一ノ瀬美空、小川彩                                             |      |
| 36 | 01月10日 | 久宝留理子登場! 菅原&中西と「男」 ▽井上「WOMAN」▽五百城&冨里「魔法のコトバ」▽一ノ瀬&小川「冬のうた」 ▽池田&中西の前撮り（秘）振袖写真公開!                         | 久宝留理子『「男」』                         | 菅原咲月、中西アルノ、久宝留理子                               |      |
| 36 | 01月10日 | 久宝留理子登場! 菅原&中西と「男」 ▽井上「WOMAN」▽五百城&冨里「魔法のコトバ」▽一ノ瀬&小川「冬のうた」 ▽池田&中西の前撮り（秘）振袖写真公開!                         | アン・ルイス『WOMAN』                        | 井上和、久宝留理子                                             |      |
| 37 | 01月17日 | 鶴久政治登場! 池田&奥田と「哀しくてジェラシー」 ▽菅原が歌い岡本が自ら考案の振付で踊る!「雪の華」▽全員「Song for U.S.A.」                                           | 中島美嘉『雪の華』                           | 岡本姫奈、菅原咲月                                             |      |
| 37 | 01月17日 | 鶴久政治登場! 池田&奥田と「哀しくてジェラシー」 ▽菅原が歌い岡本が自ら考案の振付で踊る!「雪の華」▽全員「Song for U.S.A.」                                           | チェッカーズ『哀しくてジェラシー』           | 池田瑛紗、奥田いろは、鶴久政治                                 |      |
| 37 | 01月17日 | 鶴久政治登場! 池田&奥田と「哀しくてジェラシー」 ▽菅原が歌い岡本が自ら考案の振付で踊る!「雪の華」▽全員「Song for U.S.A.」                                           | チェッカーズ『Song for U.S.A.』              | 出演者全員                                                     |      |
| 38 | 01月24日 | 4期生&5期生で「乃木スタ歌合戦」開催! ぺこぱ登場! ▽4期生「恋のダイヤル6700」 ▽5期生「青と夏」▽賀喜「1/2の神話」▽菅原「GLAMOROUS SKY」                               | フィンガー5『恋のダイヤル6700』              | 4期生全員                                                      |      |
| 38 | 01月24日 | 4期生&5期生で「乃木スタ歌合戦」開催! ぺこぱ登場! ▽4期生「恋のダイヤル6700」 ▽5期生「青と夏」▽賀喜「1/2の神話」▽菅原「GLAMOROUS SKY」                               | Mrs. GREEN APPLE『青と夏』                   | 5期生全員                                                      |      |
| 38 | 01月24日 | 4期生&5期生で「乃木スタ歌合戦」開催! ぺこぱ登場! ▽4期生「恋のダイヤル6700」 ▽5期生「青と夏」▽賀喜「1/2の神話」▽菅原「GLAMOROUS SKY」                               | 中森明菜『1/2の神話』                        | 賀喜遥香 with スーパーやんちゃんず                             |      |
| 38 | 01月24日 | 4期生&5期生で「乃木スタ歌合戦」開催! ぺこぱ登場! ▽4期生「恋のダイヤル6700」 ▽5期生「青と夏」▽賀喜「1/2の神話」▽菅原「GLAMOROUS SKY」                               | 中島美嘉『GLAMOROUS SKY』                    | 菅原咲月 with レッドソックス                                   |      |
| 39 | 01月31日 | 4期生&5期生で「乃木スタ歌合戦」開催! ▽OPスペシャルメドレー ▽清宮「ワンダー・ブギ」▽池田&一ノ瀬&遠藤&柴田&筒井「ハートのエースが出てこない」▽全員で「瑠璃色の地球」 | OPスペシャルメドレー                         | 出演者全員                                                     |      |
| 39 | 01月31日 | 4期生&5期生で「乃木スタ歌合戦」開催! ▽OPスペシャルメドレー ▽清宮「ワンダー・ブギ」▽池田&一ノ瀬&遠藤&柴田&筒井「ハートのエースが出てこない」▽全員で「瑠璃色の地球」 | 石野真子『ワンダー・ブギ』                   | 清宮レイ with 乃木坂スタメイツ                                 |      |
| 39 | 01月31日 | 4期生&5期生で「乃木スタ歌合戦」開催! ▽OPスペシャルメドレー ▽清宮「ワンダー・ブギ」▽池田&一ノ瀬&遠藤&柴田&筒井「ハートのエースが出てこない」▽全員で「瑠璃色の地球」 | キャンディーズ『ハートのエースが出てこない』 | 遠藤さくら、柴田柚菜、筒井あやめ、池田瑛紗、一ノ瀬美空、小川彩 |      |
| 39 | 01月31日 | 4期生&5期生で「乃木スタ歌合戦」開催! ▽OPスペシャルメドレー ▽清宮「ワンダー・ブギ」▽池田&一ノ瀬&遠藤&柴田&筒井「ハートのエースが出てこない」▽全員で「瑠璃色の地球」 | キャンディーズ『春一番』                     | 遠藤さくら、柴田柚菜、筒井あやめ、池田瑛紗、一ノ瀬美空、小川彩 |      |
| 39 | 01月31日 | 4期生&5期生で「乃木スタ歌合戦」開催! ▽OPスペシャルメドレー ▽清宮「ワンダー・ブギ」▽池田&一ノ瀬&遠藤&柴田&筒井「ハートのエースが出てこない」▽全員で「瑠璃色の地球」 | 松田聖子『瑠璃色の地球』                     | 出演者全員                                                     |      |
| 40 | 02月07日 | 涙の最終回! ▽一ノ瀬&井上&奥田&菅原「my graguation」 ▽池田&岡本&小川&川﨑&冨里「友よ 〜 この先もずっと…」▽奥田が人生初の作詞作曲! ▽全員で「旅たちの日に…」          | SPEED『my graduation』                       | 一ノ瀬美空、井上和、奥田いろは、菅原咲月                       |      |
| 40 | 02月07日 | 涙の最終回! ▽一ノ瀬&井上&奥田&菅原「my graguation」 ▽池田&岡本&小川&川﨑&冨里「友よ 〜 この先もずっと…」▽奥田が人生初の作詞作曲! ▽全員で「旅たちの日に…」          | ケツメイシ『友よ 〜 この先もずっと…』        | 池田瑛紗、岡本姫奈、小川彩、川﨑桜、冨里奈央                   |      |
| 40 | 02月07日 | 涙の最終回! ▽一ノ瀬&井上&奥田&菅原「my graguation」 ▽池田&岡本&小川&川﨑&冨里「友よ 〜 この先もずっと…」▽奥田が人生初の作詞作曲! ▽全員で「旅たちの日に…」          | 川嶋あい『旅立ちの日に…』                    | 出演者全員                                                     |      |

## 放送時間
| 放送期間                      | 放送日時                     | 放送局       | 対象地域   | 備考   |
| ----------------------------- | ---------------------------- | ------------ | ---------- | ------ |
| 2022年4月26日 - 2023年2月7日  | 火曜 1:29 - 1:59（月曜深夜） | 日本テレビ   | 関東広域圏 | 制作局 |
| 2022年5月5日 - 2023年2月16日  | 木曜 0:59 - 1:29（水曜深夜） | ミヤギテレビ | 宮城県     |        |
| 2022年5月8日 - 2023年2月20日  | 日曜 2:00 - 2:30（土曜深夜） | 福岡放送     | 福岡県     |        |
| 2022年5月11日 - 2023年2月15日 | 水曜 0:59 - 1:29（火曜深夜） | テレビ新潟   | 新潟県     |        |

## スタッフ
- 企画プロデュース：秋元康[50]
- ナレーション：じんぼぼんじ[注 12][51]
- 構成：三田卓人、橋本圭太朗、須長晋之介
- 振付：高田あゆみ
- TM：望月隆史（第1回 - 7回）、今村公威（第8回 - 40回）
- SW：早川智晃（第1回 - 3回、23回 - 24回、32回 - 34回・第6回 - 14回、18回 - 22回、25回、38回 - 40回はカメラ）、萩野高康（第4回 - 8回、12回 - 14回、26回 - 28回、38回 - 40回）
- CAM：髙野信彦（第1回 - 2回、15回 - 17回、第29回 - 第34回）、中村哲也（第3回、23回 - 24回、26回 - 28回・15回 - 17回、21回 - 22回、第25回、第35回 - 第37回はSW）、福田伸一郎（第4回 - 5回、35回 - 37回・第9回 - 第11回、第18回 - 第20回、第29回 - 第31回、はSW）
- VE：佐々木謙太、池田祐一郎（第4回 - 第5回のみ）
- MIX：宮内貞
- 技術協力：NiTRO
- 照明：村上洋平（日テレアート）：(第1回 - 5回、9回 - 11回、18回 - 20回、23回 - 25回 - 31回)、市川朋樹（日テレアート）：(第6回 - 8回、12回 - 17回、21回 - 22回)、栗山真純（日テレアート）：（第32回 - 40回）
- 美術：髙野泰人（日テレアート）
- 編集：塩原裕弥（Eno Studio）
- MA：岡村奈央（casinodrlve）
- 音効：佐藤裕二（KRエンタープライズ）
- 音楽：カンケ
- 編曲：鈴木マサキ（第22回 - 40回）、Yuki Nakano（第22回 - 40回）、根岸和寿（第22回 - 40回）
- コーラス：橋本みゆき（第22回 - 40回）、勝桂子（第22回 - 40回）、洸美-hiromi（第22回 - 40回）
- タイトル：熊谷千恵子
- 宣伝：佐野絵梨
- デスク：保坂淳子
- チーフディレクター：福田達朗
- ディレクター：松本匡貴、永田香織、江尻賢一（第11回）/鈴木悠子、小室貴哉、髙野志織、浦野朋也、古田明日香、黒瀬香蓮（第1回 - 17回）
- 制作：南波昌人[50]
- プロデューサー：毛利忍、植野浩之、水田貴久、増田俊二郎、五十嵐邦延、今井大輔、八木田祐子/鎌田織恵（第1回 - 8回）、正木明日香[2]
- 演出：佐藤正樹[2]
- 企画制作：日本テレビ[2]
- 制作協力：サルベージ[2]
- 制作著作：「新・乃木坂スター誕生!」製作委員会[注 13][2]

## 関連商品
| ＃ | リリース日     | タイトル                                | レーベル | 規格品番   | 形態   | 封入特典                                                          | 収録映像 |
| -- | -------------- | --------------------------------------- | -------- | ---------- | ------ | ----------------------------------------------------------------- | --- |
| 1  | 2023年1月27日  | 新・乃木坂スター誕生! 第1巻 Blu-ray BOX | vap      | VPXF-72026 | 限定版 | フォトブックレット 40P・オリジナル生写真ランダム3種封入（全11種） | メイキング映像、未公開映像・新・乃木坂スター誕生! 5期生の挑戦#01〜#10 |
| 2  | 2023年5月12日  | 新・乃木坂スター誕生! 第2巻 Blu-ray BOX | vap      | VPXF-72027 | 限定版 | フォトブックレット 40P・オリジナル生写真ランダム3種封入（全11種） | メイキング映像、未公開映像・新・乃木坂スター誕生！LIVEメイキング映像（横浜公演）・新・乃木坂スター誕生！LIVE幕間映像「ジェス-1グランプリ」・新・乃木坂スター誕生! 5期生の挑戦#11〜#20 |
| 3  | 2023年8月4日   | 新・乃木坂スター誕生! 第3巻 Blu-ray BOX | vap      | VPXF-72028 | 限定版 | フォトブックレット 40P・オリジナル生写真ランダム3種封入（全11種） | メイキング映像、未公開映像、SHOWROOM「5期生はじめてトーク！」、新・乃木坂スター誕生! 5期生の挑戦 #21〜#30                                                                             |
| 4  | 2023年11月10日 | 新・乃木坂スター誕生! 第4巻 Blu-ray BOX | vap      | VPXF-72029 | 限定版 | フォトブックレット 40P・オリジナル生写真ランダム3種封入（全11種） | メイキング映像、未公開映像、5期生スペシャルインタビュー、SHOWROOM「5期生はじめてトーク！」（#11〜#20）、新・乃木坂スター誕生! 5期生の挑戦 #31〜#40                                    |

## 関連イベント
- 新・乃木坂スター誕生!LIVE（2022年12月5日 - 6日、横浜 ぴあアリーナMM・同年同月18日、神戸 ワールド記念ホール）[38]